# Sinapia
Sinapia parece ser la única utopía, propiamente dicha, española. Aparece en Descripción de la Sinapia, península en la Tierra Austral, texto anónimo escrito a finales del siglo XVII o más tarde que se difundió desde 1976 con cierto eco.

## El documento
El original de Sinapia se halla entre los documentos pertenecientes a Pedro Rodríguez de Campomanes, depositados actualmente en la Fundación Universitaria Española. Jorge Cejudo López, bibliotecario de esta, lo señaló en el catálogo del fondo de la FUE, y tal descubrimiento permitió las ediciones españolas de 1976 y de 2011. 
Su primer editor, Stelio Cro, en 1975, la fechó hacia 1682, pero en la edición madrileña de 1976 se pensó que era de finales del siglo XVIII. Hoy, tras análisis grafológicos se llega a la conclusión de que hay que adelantar un siglo, y situarla después de 1682. 
Otros, en cambio, proponen aún que su autor pudo ser del entorno de Martín Sarmiento (1695-1772).

## Significado
Se ha dicho que Sinapia es la única utopía española que sigue el esquema establecido por Tomás Moro en 1515, y lo sigue de un modo exhaustivo en su descripción ordenada de una zona aislada y lejana, muy reticulada y también esclavista.
Para algunos, era una crítica de la España contemporánea, la del último tercio del siglo XVIII, con el juego sinapia-hispania. Sin embargo, la referencia en el título a lo Austral ya no es propio de muy avanzado el siglo XVIII (ese término desapareció ya con los viajes australes); y aunque se ha afirmado su radicalidad y su carácter casi revolucionario, la aparición natural de la esclavitud hace dudoso ese juicio. En todo caso, está en los bordes de la Ilustración.
En todo caso, es una obra curiosa, muy clara y limpia, que suscita el interés, pese a que siga repetitivamente el esquema señalado por Raymond Trousson, para las utopías del momento.
Hubo otras utopías españolas: destacó, Omnibona, del siglo XVI. Y en «El Censor», a finales del siglo XVIII apareció otra, la utopía de los Ayparcontes, que era una crítica al clero. Habría que añadir dentro de esa literatura, pese a su contenido opuesto, el texto de Andrés Merino, Tratado sobre la monarquía columbina, 1790, claramente antiilustrada; describe la sociedad de unas palomas que, al trasladarse a una isla, se ven desvalidas y oprimidas por los ilustrados. Sinapia sería el motivo central de la obra de teatro de 1983 Vente a Sinapia, de Fernando Savater.

## Ediciones
- Sinapia: una utopía española del siglo de las luces, Madrid, Editora Nacional, 1976, editado por Miguel Avilés Fernández.
- Descripción de la Sinapia, península en la Tierra Austral, Madrid, Círculo de Bellas Artes, 2011, nueva edición del mismo autor, con otra datación, enriquecida con notas y planos.